# Saulxures (Bas-Rhin)
Saulxures (deutsch Salzern) ist eine französische Gemeinde mit 497 Einwohnern (Stand 1. Januar 2021) im Département Bas-Rhin in der Region Grand Est (bis 2015 Elsass).

## Geografie

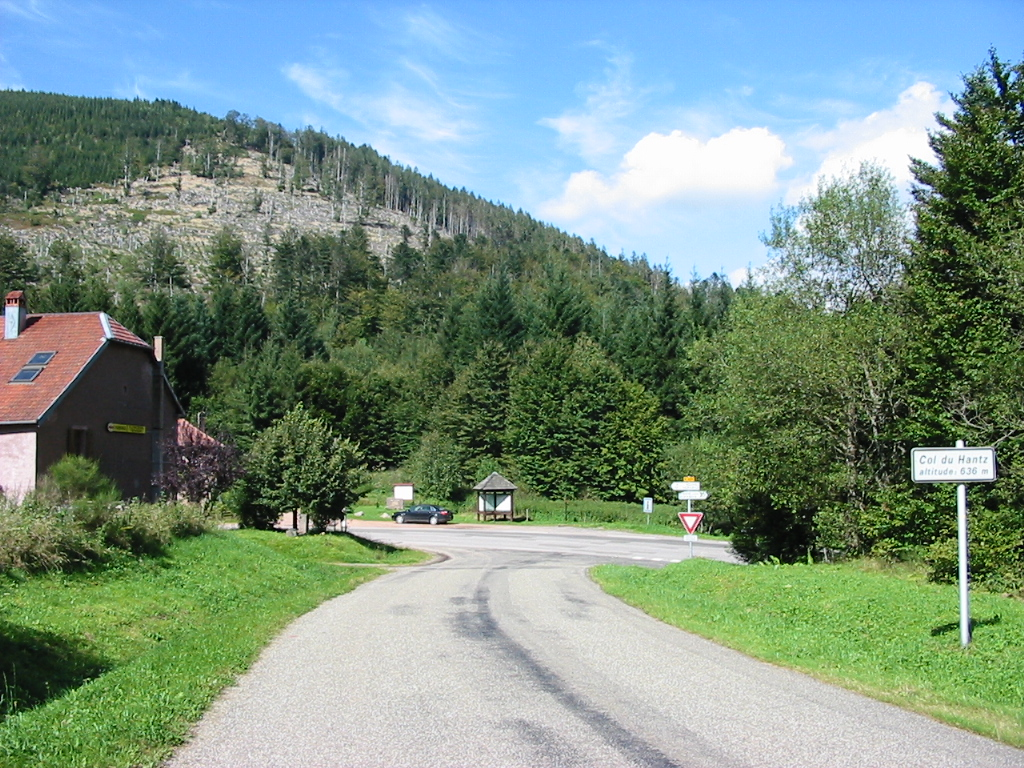
Col du Hantz

Die Gemeinde liegt in den Vogesen nahe dem Fluss Breusch und ist von Wäldern umgeben. Nach Straßburg im Nordosten fährt man rund 60 Kilometer. Über den Vogesenpass Col du Hantz führt eine Straße in das Rabodeau-Tal im Département Vosges.
Zu Saulxures gehören die Ortschaften Bénaville (Benaweiler), Gouttrangoutte (Gutramsgut) und Grand Roué (Großrod).

## Geschichte
Eine frühe Erwähnung der Ortschaft stammt aus dem 14. Jahrhundert. Sie war damals im Besitz der Grafen von Salm. Bei einer Güterteilung wurde das Landgut um das Jahr 1600 Jean IX. von Salm zugesprochen, der es bei seiner Heirat in das Herzogtum Lothringen einbrachte. Im Laufe des schwindenden Machteinflusses der Herzöge von Lothringen fiel das Gebiet 1751 an das Haus Salm zurück und wurde schließlich 1793 im Zuge des Ersten Koalitionskriegs von Frankreich annektiert. Im Deutsch-Französischen Krieg wurde Saulxures von deutschen Truppen besetzt. Durch den Frieden zu Frankfurt am Main 1871 kam die Gemeinde zum neu gegründeten Deutschen Reich. Aufgrund der starken antifranzösischen Stimmung während des Ersten Weltkriegs wurde der überwiegend frankophone Ort am 2. September 1915 offiziell in Salzern umbenannt. 1918 wurde das Dorf von französischen Truppen besetzt. Mit dem Versailler Vertrag fiel das Elsass 1919 wieder an Frankreich zurück. Im Westfeldzug wurde Saulxures von der deutschen Wehrmacht besetzt. Anschließend wurde das ganze Elsass unter deutsche Verwaltung gestellt und gehörte als CdZ-Gebiet Elsass faktisch wieder zum Deutschen Reich. Eine vollständige Annexion wurde aber bis Kriegsende nicht mehr durchgeführt. Im Herbst 1944 wurde Saulxures von westalliierten Truppen zurückerobert und gehört seitdem wieder zu Frankreich. Seit 2015 gehört die Gemeinde zum Kanton Mutzig.

## Wappen
Beschreibung: Gespalten in Blau und Rot, vorn ein sechsstrahliger silberner Stern und hinten zwei mit den Rücken zugekehrte rot geschuppte silberne Fische von vier weißen gemeinen Kreuzen begleitet.

## Bevölkerungsentwicklung
| 1962 | 1968 | 1975 | 1982 | 1990 | 1999 | 2006 | 2019 |
| ---- | ---- | ---- | ---- | ---- | ---- | ---- | ---- |
| 352  | 359  | 384  | 391  | 393  | 457  | 518  | 501  |